# Цезареја (Израел)
Цезареја (хебр. קֵיסָרְיָה; Kaysaria) је град у Израелу који се налази у близини Приморске Цезареје, познате античке луке. Налази се на пола пута између Тел Авива и Хаифе (45 km), на израелској обали Средоземног мора код града Хадера. Модерна Цезареја у децембру 2007. имала 4500 становника, и представља једино израелско насеље којим управља приватна организација Caesarea Development Corporation, те представља највеће насеље које није признато као локално веће. Налази се под територијалном надлежношћу Регионалног већа Хоф Хакармеле.